# Шон Пенн
Шон Джастін Пенн (англ. Sean Justin Penn; нар. 17 серпня 1960) — американський актор та кінорежисер. Лауреат премій «Оскар» 2004 року за роль у фільмі «Таємнича річка» та «Оскар» 2009 року за роль у фільмі «Гарві Мілк».

## Біографія

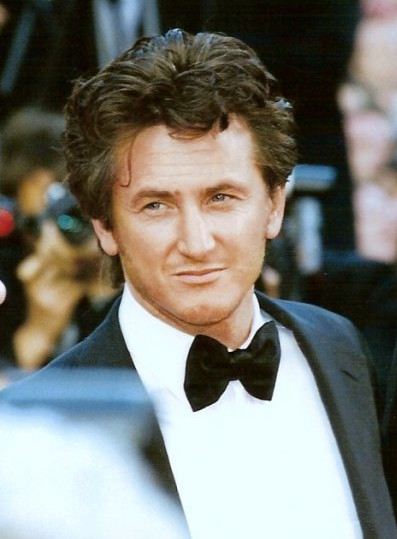
Шон Пенн на Каннському кінофестивалі, 1997

Шон Пенн народився 17 серпня 1960 року в місті Санта-Моніка (штат Каліфорнія) в родині режисера Лео Пенна й акторки Айлін Райан. Батьки його батька, Лео Пенна (1921—1998), були єврейськими іммігрантами з Мяркінє (Литва), приїхали до США у 1898 та 1914 роках. Мати Шона — Айлін Райан (уроджена Ануччі, 1928—2022) — католичка італійського та ірландського походження. Пенн виховувався у світській родині і є агностиком. У школі Пенн навчався з Еміліо Естевесом, Чарлі Шином та Робом Лоу, які згодом стали акторами. Його молодший брат, Кріс Пенн, теж став актором.
1985 року увагу ЗМІ привернуло його одруження з поп-співачкою Мадонною. З нею він зіграв у «Шанхайському сюрпризі», який вважається одним з його найневдаліших фільмів. За роль Глендона Вейсі Шон отримав номінацію на 7-й церемонії «Золотої малини» як найгірший актор. 1989 року шлюб Пенна і Мадонни розпався.
1991 року Пенн дебютував як режисер, поставивши за власним сценарієм стрічку «Індіанець-утікач». 1995 року виконав роль Метью Понселе у драмі Тіма Роббінса «Мрець іде» зі Сьюзен Серендон, за цю роль був номінований на «Оскар» та «Срібний ведмідь» 46-о Берлінського кінофестивалю. Іншим фільмом, де він виступив як режисер став «Постовий на перехресті» з Джеком Ніколсоном у головній ролі.
1996 року Пенн одружився з акторкою Робін Райт, з якою познайомився під час праці у фільмі «Стан несамовитості» (1990). У 1997 він виконав ролі у фільмах «Поворот» Олівера Стоуна та Девіда Фінчера «Гра».
1997 року Пенн здобув премію як найкращий актор на Каннському кінофестивалі за роль у фільмі Ніка Кассаветіса «Вона така чудова». У стрічці з ним зфільмувалися його дружина, Робін Райт, та Джон Траволта.
1999 року Пенн отримав другу номінацію на «Оскар» за роль у фільмі Вуді Аллена «Солодкий та бридкий».
2003 року отримав приз Венеціанського кінофестивалю Кубок Вольпі за найкращу чоловічу роль за роль у фільмі «21 грам».
У травні 2010 був засуджений на 3 роки умовно за побиття журналіста (інцидент стався в жовтні 2009 року).
З початку 2014 року по червень 2015 року Шон Пенн зустрічався із акторкою Шарліз Терон.
24 лютого 2022 року американський актор та кінорежисер Шон Пенн приїхав до Києва, щоб як документаліст розпочати знімання фільму, в якому зафіксують всі події, які зараз відбуваються в Україні, та донести світові правду про російське вторгнення в Україну. Побачивши розгортання воєнних дій на власні очі, вже 6 березня в інтерв'ю CNN Пенн зазначив, що був вражений та зворушений українським народом і його лідером — президентом Володимиром Зеленським.
У 2025 році зіграв головну негативну роль, білого супремасиста, у чорній комедії Пола Томаса Андерсона «Одна битва за іншою».

## Громадська діяльність

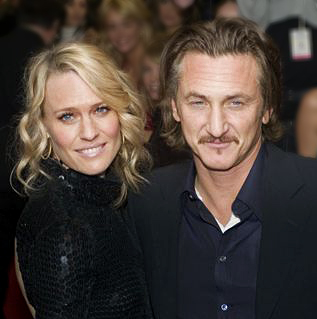
З екс-дружиною Робін Райт

18 жовтня 2002 Пенн заплатив 56 000 доларів за публікацію відкритого листа до Джорджа Буша в газеті The Washington Post. У листі, опублікованому на правах реклами, Пенн піддав критиці американську політику щодо Іраку. У грудні 2002 року Пенн відвідав Ірак. Під час триденного візиту він відвідав госпіталь Багдада, де перебувають діти — жертви американських санкцій проти Іраку, зустрівся з віце-прем'єром Тарік Азіз та міністром охорони здоров'я.
У червні 2005 року Пенн відвідав Іран, як кореспондент газети San Francisco Chronicle, де зустрівся з іранськими діячами культури в Музеї кінематографії Тегерана. Пенн підготував репортаж про хід президентських виборів та іранську ядерну програму, відвідав мечеть та Тегеранський університет, зустрівся з сином колишнього президента Ірану Алі Акбара Хашемі Рафсанджані.
У вересні 2005 року Пенн особисто брав участь у наданні допомоги жертвам урагану «Катріна» в Новому Орлеані.
У період з вересня по жовтень 2011 Шон Пенн здійснив тур країнами «арабської весни». Зокрема, він відвідав Єгипет та Лівію, де заявив, що захоплюється сміливістю повсталих.

### Підтримка України
16 листопада 2021 року Пенн вперше приїхав до України та в Києві розпочав знімання документального фільму про Революцію гідності.
У зв'язку з вторгненням Росії в Україну актор підтримав Україну та оголосив, що його благодійна організація «CORE Response» виділяє фінансову допомогу сім'ям внутрішньо переміщених осіб, для оренди житла на Львівщині. З цією метою він та мер Кракова — Яцек Майхровський домовилися про відкриття центру допомоги українським біженцям.
Під час візиту до Києва в листопаді 2022 року Пенн позичив президенту Зеленському статуетку «Оскар». Пенн сказав президенту: «Це для вас. Це просто символічна дурниця. […] Коли ви виграєте, привезіть її назад у Малібу». З цієї ж нагоди президент нагородив Пенна українським орденом «За заслуги».
24 лютого 2023 року Шон Пенн представив знятий у Києві документальний фільм «Superpower» за участю президента України Володимира Зеленського на Берлінському кінофестивалі.
У 2023 році Шон Пенн зфільмувався в українському фільмі «Війна очима тварин».
У квітні 2025 року вчетверте приїхав в Україну та провідав військових у Кропивницькому, звернувся до них зі словами подяки: «Попри все, що роблять політики, я вірю у кожного з вас і вдячний вам за те, що ви є найкращим прикладом того, ким ми всі прагнемо бути. Ви захищаєте не лише свою країну — ви справді захищаєте увесь світ. І про це дізнаються, це побачать. І я знаю, що ви переможете. Нехай Бог благословить вас і ваші родини. Дякую». Під час того ж візиту зробив тату з тризубом

## Фільмографія

### Актор
| Рік       |   | Українська назва                           | Оригінальна назва                            | Роль                         |
| --------- | - | ------------------------------------------ | -------------------------------------------- | ---------------------------- |
| 1981      | ф | Відбій                                     | Taps                                         |                              |
| 1982      | ф | Круті часи в «Ріджмонт Хай»                | Fast Times at Ridgemont High                 | Джефф Спіколі                |
| 1983      | ф | Погані хлопці                              | Bad Boys                                     | Мік О'Браєн                  |
| 1984      | ф | Наввипередки з місяцем                     | Racing with the Moon                         | Генрі Неш                    |
| 1984      | ф | Зломщики                                   | Crackers                                     | Діллорд                      |
| 1985      | ф | Агенти Сокіл і Сніговик                    | The Falcon and the Snowman                   | Долтон Лі                    |
| 1986      | ф | В упор                                     | At Close Range                               |                              |
| 1986      | ф | Шанхайський сюрприз                        | Shanghai Surprise                            | Глендон Вейсі                |
| 1988      | ф | Суд у Берліні                              | Judgment in Berlin                           |                              |
| 1988      | ф | Кольори                                    | Colors                                       |                              |
| 1988      | ф | Cool Blue                                  | Cool Blue                                    |                              |
| 1989      | ф | Військові втрати                           | Casualties of War                            | сержант Тоні Мезерв          |
| 1989      | ф | Ми не янголи                               | We're No Angels                              | Джим                         |
| 1990      | ф | Стан несамовитості                         | State of Grace                               |                              |
| 1991      | ф | У ліжку з Мадонною                         | Madonna: Truth or Dare / In Bed With Madonna |                              |
| 1993      | ф | Шлях Карліто                               | Carlito's Way                                | Клейнфілд                    |
| 1995      | ф | Мрець іде                                  | Dead Man Walking                             | Метью Понселе                |
| 1997      | ф | Гра                                        | The Game                                     | Конрад Ван Ортон             |
| 1997      | ф | Поворот                                    | U Turn                                       | Боббі Купер                  |
| 1997      | ф | «Вона така чудова»                         | She's So Lovely                              | Едді Квін                    |
| 1997      | ф | Hugo Pool                                  | Hugo Pool                                    | Чоловік у синьому взутті     |
| 1997      | ф | Loved                                      | Loved                                        | Майкл                        |
| 1998      | ф | Тонка червона лінія                        | The Thin Red Line                            | старший сержант Едвард Велш  |
| 1998      | ф | Переполох                                  | Hurlyburly                                   | Едді                         |
| 1999      | ф | Бути Джоном Малковичем                     | Being John Malkovich                         | у ролі самого себе           |
| 1999      | ф | Солодкий та бридкий                        | Sweet and Lowdown                            | Еммет Рей                    |
| 2000      | ф | Поки не наступить ніч                      | Before Night Falls                           | Чучо Санчес                  |
| 2000      | ф | Вага води                                  | The Weight of Water                          | Томас Джейнс                 |
| 2000      | ф | На віллі                                   | Up at the Villa                              | Роулі Флінт                  |
| 2001      | ф | Я — Сем                                    | I Am Sam                                     | Сем Доусон                   |
| 2001      | ф | The Beaver Trilogy                         | The Beaver Trilogy                           |                              |
| 2001—2001 | с | Друзі                                      | Friends                                      | Ерік                         |
| 2002      | ф | 11'09"01 September 11                      | 11'09"01 September 11                        |                              |
| 2003      | ф | It's All About Love                        | It's All About Love                          | Марсієлло                    |
| 2003      | ф | Таємнича ріка                              | Mystic River                                 | Джиммі Маркум                |
| 2003      | ф | 21 грам                                    | 21 Grams                                     | Пол Ріверс                   |
| 2004      | ф | Вбити президента. Замах на Річарда Ніксона | The Assassination of Richard Nixon           | Семюель Дж. Біке             |
| 2004      | ф | Передовий край: магія монтажу фільмів      | The Cutting Edge: The Magic of Movie Editing |                              |
| 2004      | с | Два з половиною чоловіки                   | Two and a Half Men                           | у ролі самого себе           |
| 2005      | ф | Перекладачка                               | The Interpreter                              | Тобін Келлер                 |
| 2006      | ф | Все королівське військо                    | All the King's Men                           | Віллі Старк                  |
| 2008      | ф | Що тут сталося                             | What Just Happened                           | у ролі самого себе           |
| 2008      | ф | Грім у тропіках                            | Tropic Thunder                               | у ролі самого себе           |
| 2008      | ф | Гарві Мілк                                 | Milk                                         | Гарві Мілк                   |
| 2010      | ф | Гра без правил                             | Fair Game                                    | Джозеф К. Вільсон            |
| 2010      | ф | Я все ще тут                               | I'm Still Here                               | камео                        |
| 2011      | ф | Древо життя                                | The Tree of Life                             | Джек                         |
| 2011      | ф | Де б ти не був                             | This Must Be the Place                       | Шайєн                        |
| 2012      | ф | Американці                                 | Americans                                    | Комі                         |
| 2013      | ф | Мисливці на гангстерів                     | Gangster Squad                               | Міккі Коен                   |
| 2013      | ф | Таємне життя Волтера Мітті                 | The Secret Life of Walter Mitty              | Шон О'Коннел                 |
| 2015      | ф | Ґанмен                                     | The Gunman                                   | Джим Тер'єр                  |
| 2016      | ф | Angry Birds у кіно                         | The Angry Birds Movie                        | Теренс                       |
| 2016      | с | Гріфіни                                    | The First                                    | камео (голос)                |
| 2016      | ф | Звук сонця                                 | Sound of Sun                                 | людина                       |
| 2018      | с | Перший                                     | The First                                    | Том Гаґґерті                 |
| 2019      | ф | Геній і безумець                           | The Professor and the Madman                 | Вільям Честер Майнор         |
| 2020      | с | Угамуй свій запал                          | Curb Your Enthusiasm                         | камео                        |
| 2021      | ф | День прапора                               | Flag Day                                     | Джон Фоґель                  |
| 2021      | ф | Лакрична піца                              | Licorice Pizza                               | Джек Голден                  |
| 2022      | с | Газлайт                                    | Gaslit                                       | Джон Мітчел                  |
| 2025      | ф | Одна битва за іншою                        | One Battle After Another                     | полковник Стівен Джей Локджо |

### Режисер
- 1991 — Індіанець-утікач / The Indian Runner
- 1995 — Постовий на перехресті / The Crossing Guard
- 2001 — Обіцянка / The Pledge
- 2002 — 11 вересня / 11 '9''01 September 11
- 2007 — В диких умовах / Into the Wild
- 2016 — Останнє обличчя / The Last Face
- 2021 — День прапора / Flag Day
- 2023 — Суперсила / Superpower

## Нагороди та номінації

### Державні нагороди
- Орден «За заслуги» ІІІ ступеня (Україна, 23 серпня 2022) — за значні особисті заслуги у зміцненні міждержавного співробітництва, підтримку державного суверенітету та територіальної цілісності України, вагомий внесок у популяризацію Української держави у світі.[33]

### Нагороди
- 1996 — «Срібний ведмідь» Берлінського кінофестивалю — найкраща чоловіча роль, за фільм «Мрець іде»
- 1997 — Приз Канського кінофестивалю — найкраща чоловіча роль, за фільм «Вона прекрасна»
- 1998 — Кубок Вольпі Венеціанського кінофестивалю — найкраща чоловіча роль, за фільм «Переполох»
- 2003 — Кубок Вольпі Венеціанського кінофестивалю — найкраща чоловіча роль, за фільм «21 грам»
- 2004 — Премія «Оскар» — найкраща чоловіча роль, за фільм «Таємнича річка»
- 2004 — Премія"Золотий глобус" — найкраща чоловіча роль в драмі, за фільм «Таємнича річка»
- 2009 — Премія"Оскар" — найкраща чоловіча роль, за фільм «Харві Мілк»
- 2009 — Премія Гільдії кіноакторів США — найкраща чоловіча роль, за фільм «Харві Мілк»

### Номінації
- 1994 — Премія «Золотий глобус» — найкраща чоловіча роль другого плану, за фільм «Шлях Карліто»
- 1996 — Премія «Оскар» — найкраща чоловіча роль, за фільм «Мрець іде»
- 1996 — Премія «Золотий глобус» — найкраща чоловіча роль в драмі, за фільм «Мрець іде»
- 1996 — Премія Гільдії кіноакторів США — найкраща чоловіча роль, за фільм «Мрець іде»
- 2000 — Премія «Оскар» — найкраща чоловіча роль, за фільм «Солодкий та бридкий»
- 2000 — Премія «Золотий глобус» — найкраща чоловіча роль у комедії або мюзиклі, за фільм «Солодкий та бридкий»
- 2002 — Премія «Оскар» — найкраща чоловіча роль, за фільм «Я — Сем»
- 2002 — Премія Гільдії кіноакторів США — найкраща чоловіча роль, за фільм «Я — Сем»
- 2004 — Премія BAFTA — найкраща чоловіча роль, за фільм «21 грам»
- 2004 — Премія BAFTA — найкраща чоловіча роль, за фільм «Таємнича річка»
- 2004 — Премія Гільдії кіноакторів США — найкраща чоловіча роль, за фільм «Таємнича річка»
- 2009 — Премія «Золотий глобус» — найкраща чоловіча роль в драмі, за фільм «Харві Мілк»
- 2009 — Премія BAFTA — найкраща чоловіча роль, за фільм «Харві Мілк»